# Ina Coolbrith
Ina Donna Coolbrith (10 de março de 1841 - 29 de fevereiro, 1928) era uma americana poeta, escritora, bibliotecária, e uma figura de destaque na comunidade literária da área da baia de São Francisco, chamada de "Sweet Singer of California", ela foi a primeira poetisa laureada da Califórnia e a primeira poetisa laureada de qualquer estado americano.
Coolbrith, nascida sobrinha do fundador da Igreja de Jesus Cristo dos Santos dos Últimos Dias, Joseph Smith, deixou a comunidade mórmon ainda criança para entrar na adolescência em Los Angeles, Califórnia, onde começou a publicar poesia. Ela encerrou um casamento fracassado na juventude para morar em São Francisco e conheceu os escritores Bret Harte e Charles Warren Stoddard, com quem formou a "Golden Gate Trinity" intimamente associada ao jornal literário Overland Monthly. Sua poesia recebeu atenção positiva de críticos e poetas consagrados como Mark Twain, Ambrose Bierce e Alfred Lord Tennyson. Ela mantinha salões literários em sua casa em Russian Hill e, dessa forma, apresentou novos escritores aos editores da época. Coolbrith fez amizade com o poeta Joaquin Miller e o ajudou a ganhar fama global.
Enquanto Miller viajava pela Europa e vivia seu sonho mútuo de visitar a tumba de Lord Byron, Coolbrith foi encarregada da custódia de sua filha e dos membros de sua própria família. Como resultado, ela passou a residir em Oakland e aceitou o cargo de bibliotecária da cidade. Como resultado de suas longas horas de trabalho, sua poesia sofreu, mas ela orientou uma geração de jovens leitores, incluindo Jack London e Isadora Duncan. Depois de 19 anos trabalhando como bibliotecária, os patronos da biblioteca de Oakland fizeram uma reestruturação do trabalho e a Coolbrith foi demitida. Ela voltou para São Francisco e foi convidada por membros do Bohemian Club para ser sua bibliotecária.
Coolbrith começou a escrever a história da literatura da Califórnia, incluindo muito material autobiográfico, mas o incêndio após o terremoto de 1906 em São Francisco consumiu o seu trabalho. A autora Gertrude Atherton e os amigos do Bohemian Club ajudaram a instalá-la novamente em uma nova casa, e ela voltou a escrever e a manter salões literários. Coolbrith viajou de trem para a cidade de Nova York várias vezes e, com menos preocupações mundanas, aumentou muito sua produção de poesia. Em 30 de junho de 1915, foi nomeada poetisa laureada da Califórnia e continuou a escrever poesia por mais oito anos. Seu estilo era mais do que os temas melancólicos ou edificantes usuais esperados das mulheres - ela incluiu uma ampla variedade de assuntos em seus poemas, que foram notados como sendo "singularmente simpáticos" e "palpavelmente espontâneos". Suas descrições sensuais de cenas naturais avançaram a arte da poesia vitoriana para incorporar uma maior precisão sem o sentimento banal, prenunciando a escola imagista e o trabalho de Robert Frost. A poetisa laureada da Califórnia, Carol Muske-Dukes, escreveu sobre os poemas de Coolbrith e disse que, embora "estivessem imersos em um estilo high tea lavender", influenciados pela imponência britânica, "a Califórnia permaneceu sua inspiração".

## Vida pregressa

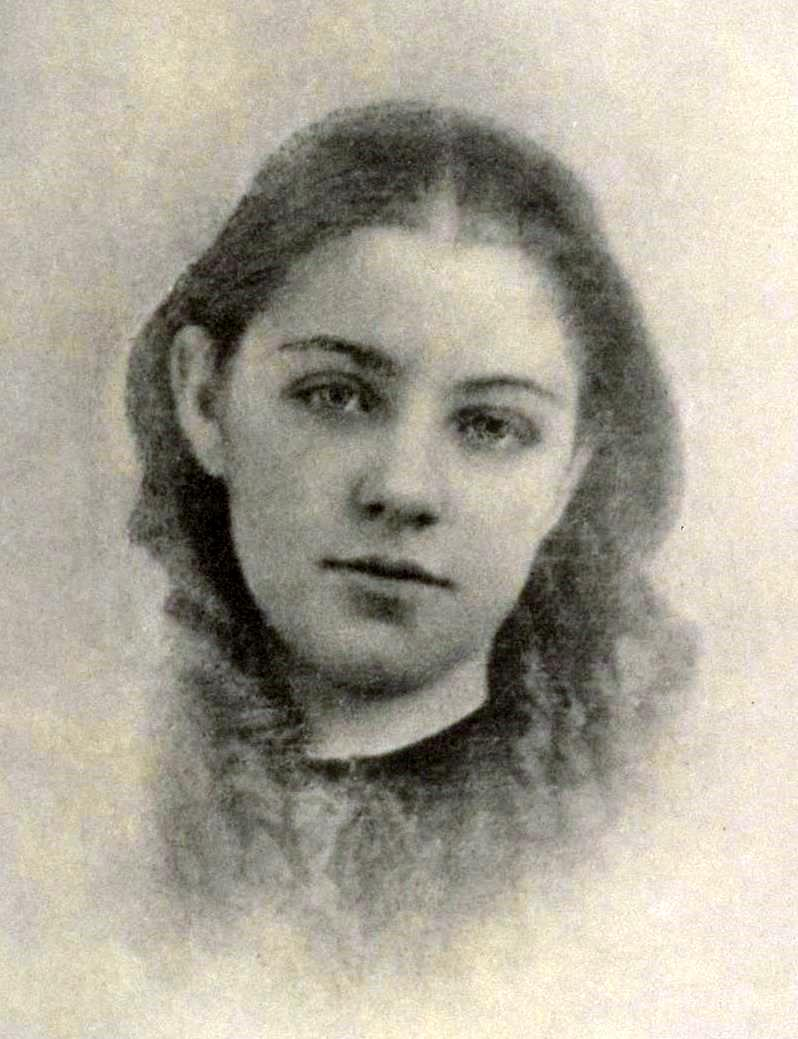
Coolbrith na juventude

Ina Coolbrith nasceu Josephine Donna Smith em Nauvoo, Illinois, a última das três filhas de Agnes Moulton Coolbrith e Don Carlos Smith, irmão de Joseph Smith, o fundador do mormonismo. O pai de Coolbrith morreu de malária quatro meses após seu nascimento, e uma irmã morreu um mês depois disso. A mãe de Coolbrith então se casou com Joseph Smith, em 1842, tornando-se sua sexta ou sétima esposa. Nenhum filho veio da união - Agnes sentiu-se negligenciada em seu casamento infrutífero no Levirato, o único casamento de Smith. Em junho de 1844, Smith foi morto nas mãos de uma turba anti-mórmon. Perdendo a fé e com medo de sua vida, a mãe de Coolbrith deixou a comunidade SUD e se mudou para Saint Louis, Missouri, onde se casou com um impressor e advogado chamado William Pickett. O casal nasceu com filhos gêmeos e, em 1851, Pickett viajou por terra com sua nova família para a Califórnia em um vagão de trem. Na longa jornada, a jovem Ina leu um livro das obras de Shakespeare e uma coleção de poemas de Byron. Como uma menina de dez anos, Ina entrou na Califórnia na frente do trem de vagões com o famoso batedor afro-americano Jim Beckwourth, cavalgando com ele em seu cavalo, através do que mais tarde seria chamado de Passo Beckwourth. A família se estabeleceu em Los Angeles, Califórnia, e Pickett estabeleceu um escritório de advocacia.
Perdendo sua fé e com medo de sua vida, a mãe de Coolbrith deixou a comunidade SUD e mudou-se para Saint Louis, Missouri, onde se casou com um impressor e advogado chamado William Pickett. Filhos gêmeos nasceram do casal e, em 1851, Pickett viajou por terra com sua nova família para a Califórnia em um vagão. Na longa jornada, a jovem Ina leu um livro de obras de Shakespeare e uma coleção de poemas de Byron. Aos dez anos de idade, Ina entrou na Califórnia na frente do vagão com o famoso batedor afro-americano Jim Beckwourth, cavalgando com ele em seu cavalo, pelo que mais tarde seria chamado de Beckwourth Pass. A família se estabeleceu em Los Angeles, Califórnia, e Pickett estabeleceu um escritório de advocacia.

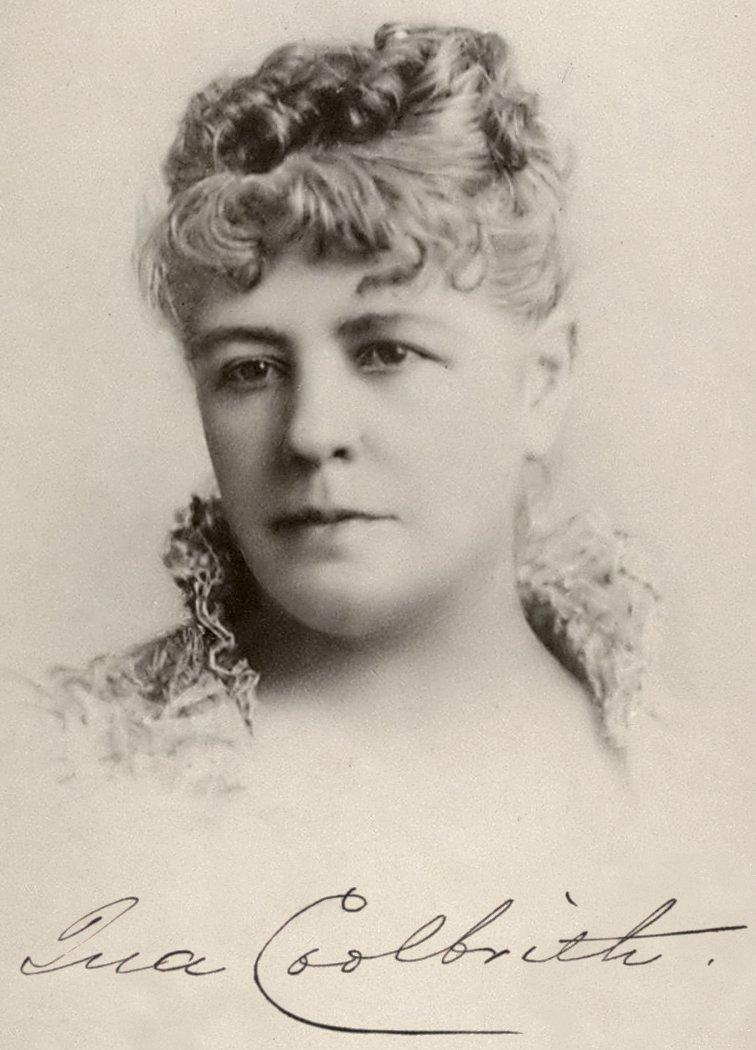
Ina Coolbrith na década de 1880

Para evitar a identificação com sua antiga família ou com o mormonismo, a mãe de Ina voltou a usar seu nome de solteira, Coolbrith. A família resolveu não falar sobre seu passado mórmon, e foi somente após a morte de Ina Coolbrith que o público em geral soube de sua origem. Coolbrith manteve contato com seus parentes de Smith, no entanto, incluindo uma correspondência vitalícia com seu primo Joseph F. Smith a quem e por quem ela freqüentemente expressava seu amor e consideração. 
Coolbrith, às vezes chamada de "Josephina" ou apenas "Ina", escreveu poemas a partir dos 11 anos, publicando pela primeira vez "My Ideal Home" em um jornal em 1856, escrevendo como Ina Donna Coolbrith. Seu trabalho apareceu no Poetry Corner do Los Angeles Star e no California Home Journal. Conforme ela crescia e se tornava uma jovem mulher, Coolbrith era conhecida por sua beleza; ela foi escolhida para abrir um baile com Pío Pico, o último governador mexicano da Califórnia. Em abril de 1858, aos 17 anos, ela se casou com Robert Bruce Carsley, um ferreiro e ator em meio período, mas sofreu abusos em suas mãos, e mais dor emocional veio com a morte do filho recém-nascido do casal. Uma altercação entre Pickett e Carsley resultou em uma bala mutilando a mão de Carsley, exigindo amputação. Carsley acusou Coolbrith de infidelidade, e ela se divorciou dele em um julgamento público sensacionalista; a dissolução foi final em 30 de dezembro de 1861. Seu poema posterior, "The Mother's Grief", foi um elogio ao filho perdido, mas ela nunca explicou publicamente seu significado - foi apenas após a morte de Coolbrith que seus amigos literários descobriram que ela já tinha sido mãe. Em 1862, Coolbrith mudou-se com sua mãe, padrasto e meio-irmãos gêmeos para São Francisco para evitar a depressão e alterou seu nome de Josephine Donna Carsley para Ina Coolbrith. Coolbrith encontrou trabalho em São Francisco como professora de inglês. 
Em abril de 1858, aos 17 anos, Coolbrith casou-se com Robert Bruce Carsley, um ferreiro e ator de meio período. No entanto, ela sofreu abuso em suas mãos, e sofreu mais dor emocional com a morte do filho do casal. Uma briga entre Pickett e Carsley resultou em uma bala mutilando a mão de Carsley, exigindo amputação. Carsley acusou Coolbrith de infidelidade, e ela se divorciou dele em um julgamento público sensacional; a dissolução foi finalizada em 30 de dezembro de 1861. Seu poema posterior, "The Mother's Grief", foi um elogio a seu filho perdido, mas ela nunca explicou publicamente seu significado; foi somente após a morte de Coolbrith que seus amigos literários descobriram que ela já havia sido mãe.
Em 1862, Coolbrith mudou-se com sua mãe, padrasto e meio-irmãos gêmeos para São Francisco para evitar a depressão. Ela também mudou seu nome de Josephine Donna Carsley para Ina Coolbrith. Em São Francisco, ela encontrou emprego como professora de inglês.

## Poeta

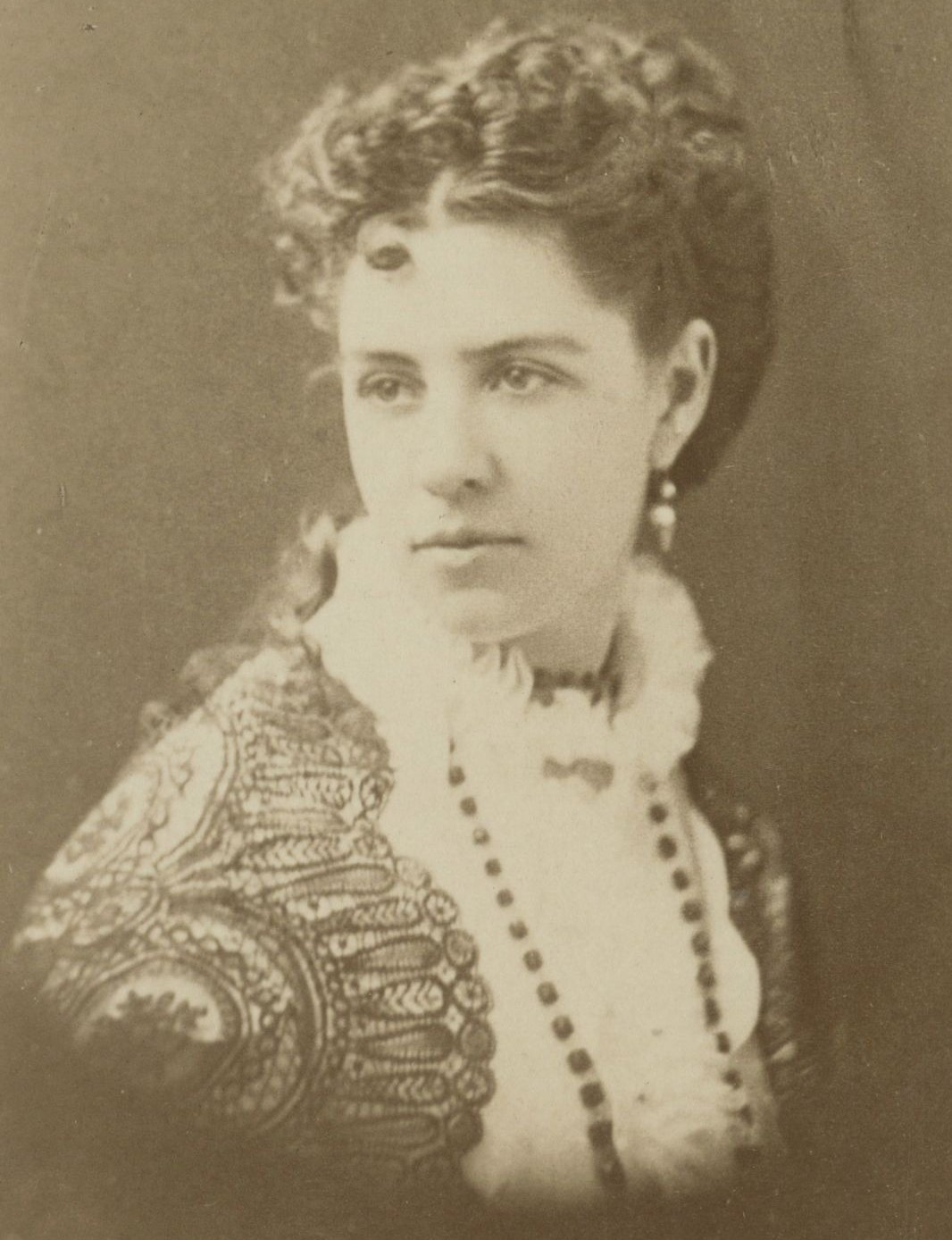
Coolbrith em São Francisco aos 29 ou 30 anos

Coolbrith logo conheceu Bret Harte e Samuel Langhorne Clemens, escrevendo como Mark Twain, em São Francisco. Ela publicou poemas no Californian, um novo jornal literário formado em 1864 e editado por Harte e Charles Henry Webb. Em 1867, quatro dos poemas de Coolbrith apareceram em The Galaxy. Em julho de 1868, Coolbrith forneceu um poema chamado "Longing", para a primeira edição do Overland Monthly, e serviu não oficialmente como co-editora com Harte na seleção de poemas, artigos e histórias para o periódico. Ela se tornou amiga da atriz e poetisa Adah Menken, aumentando a credibilidade de Menken como intelectual, mas não conseguiu impressionar Harte do valor de Menken. Coolbrith também trabalhou como professora neste período para obter renda extra.
Por uma década, Coolbrith forneceu um poema para cada nova edição do Overland Monthly. Após a publicação em 1866 de quatro de seus poemas em uma antologia editada por Harte, "The Mother's Grief" de Coolbrith foi criticado positivamente no The New York Times. Outro poema, "Quando a grama me cobrir", apareceu sem atribuição em uma antologia de obras favoritas de John Greenleaf Whittier por outros poetas, intitulado Songs of Three Centuries (1875); O poema de Coolbrith foi considerado o melhor desse grupo. Em 1867, a recém-viúva Josephine Clifford chegou ao Overland Monthly para assumir o cargo de secretária e formou uma amizade vitalícia com Coolbrith.
O trabalho literário de Coolbrith a conectou com o poeta Alfred Lord Tennyson e o naturalista John Muir, bem como Charles Warren Stoddard, que também ajudou Harte a editar o Overland Monthly. Como editores e árbitros do gosto literário, Harte, Stoddard e Coolbrith eram conhecidos como a "Golden Gate Trinity". Stoddard disse uma vez que Coolbrith nunca teve nenhuma de suas submissões literárias devolvidas por uma editora. Coolbrith conheceu o escritor e crítico Ambrose Bierce em 1869 e, em 1871, quando estava cortejando Mary Ellen Day, Bierce organizou jogos de cartas amigáveis entre ele, Day, Coolbrith e Stoddard. Bierce sentiu que os melhores poemas de Coolbrith estavam em "Califórnia", a ode de formatura que ela escreveu para a Universidade da Califórnia em 1871, e "Beside the Dead", escrita em 1875.

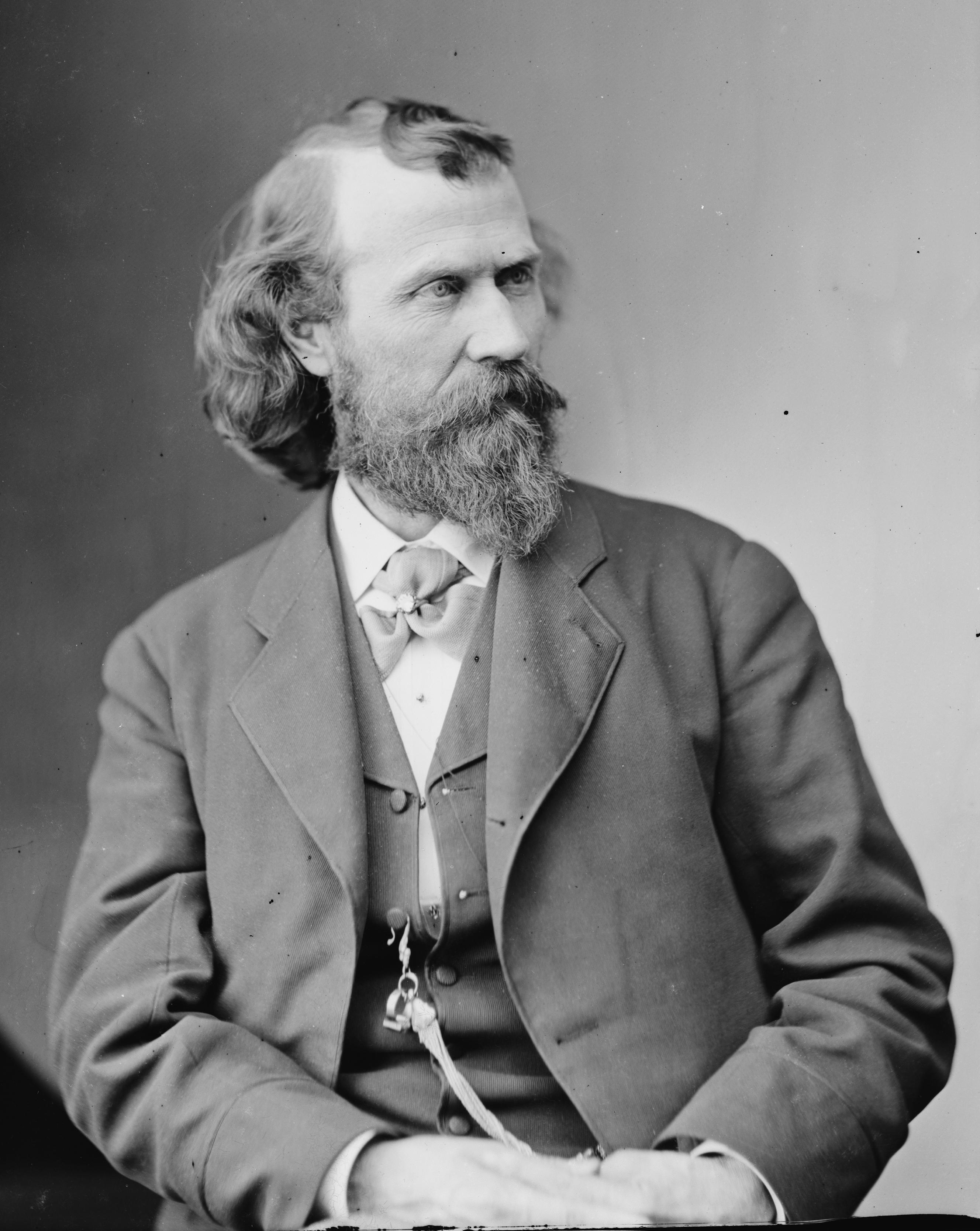
Joaquin Miller na década de 1870

Em meados de 1870, Coolbrith conheceu o excêntrico poeta Cincinnatus Hiner Miller, recém-divorciado de sua segunda esposa, e o apresentou ao círculo literário de São Francisco por sugestão de Stoddard. Miller citou Tennyson ao descrever Coolbrith como "divinamente alta e justa".  Quando Coolbrith descobriu que Miller estava apaixonado pela vida heróica e trágica do lendário fora-da-lei californiano Joaquin Murrieta, ela sugeriu que Miller tomasse o nome Joaquin Miller como seu pseudônimo, e também que ele se vestisse de acordo, com cabelos mais longos e trajes de Mountain Men.
Coolbrith então ajudou Miller a se preparar para sua próxima viagem à Inglaterra, onde colocaria uma coroa de louros no túmulo de Lord Byron, um poeta que ambos admiravam muito. Os dois reuniram filiais da California Bay Laurel em Sausalito e tiraram retratos juntos. Coolbrith escreveu "Com uma coroa de louros" sobre esse empreendimento. Miller foi para Nova York de trem, chamando a si mesmo de "Joaquin Miller" pela primeira vez,  e estava em Londres em agosto de 1870. Quando ele colocou a coroa na Igreja de Santa Maria Madalena, Hucknall, causou um rebuliço entre o clero inglês que não via nenhuma conexão entre os poetas da Califórnia e o falecido lorde. Enviaram a Constantino I, o rei da Grécia, outra coroa de louros daquele país para a morte heróica de Byron, acompanhada de algum financiamento grego que foi juntado em espécie da bolsa do bispo de Norwich para reconstruir e reformar a cidade de 500 anos. As duas coroas foram penduradas lado a lado sobre o túmulo de Byron. Depois disso, Miller foi apelidado de "O Byron do Oeste".

## Bibliotecária
Coolbrith esperava fazer uma turnê pela Costa Leste e pela Europa com Miller, mas ficou para trás em São Francisco porque se sentiu obrigada a cuidar de sua mãe e de sua irmã viúva, gravemente doente, Agnes, que não podia cuidar de si mesma ou de seus dois filhos. No final de 1871, ela assumiu os cuidados de outro dependente quando Joaquin Miller trouxe para ela uma adolescente indiana (muitos rumores de que era sua própria filha) para cuidar enquanto ele viajava novamente para o exterior, desta vez para o Brasil e a Europa.

 Deve ser doce, ó meu morto, mentir

    Com as mãos postas estão em todas as tarefas;

 Selado com o selo do grande mistério,

    Os lábios que nada respondem, nada perguntam.

A luta de toda uma vida terminou; terminou bastante

    O cansaço da paciência e da dor,

    E os olhos fechados para não abrirem novamente

 Na madrugada desolada ou na tristeza da noite.

 Deve ser doce dormir e esquecer;

    Ter o pobre coração cansado finalmente tão quieto;

 Feito com todo desejo, feito com todo pesar,

    Dúvida, medo, esperança, tristeza, tudo passado para sempre;

 Passadas todas as horas, ou lentidão de asa ou frota—

 Deve ser doce, deve ser muito doce!

—Ina Coolbrith
Em um jantar literário em 5 de maio de 1874, Coolbrith foi eleita membro honorário do Bohemian Club, a segunda de quatro mulheres homenageadas. Isso permitiu que os membros do clube a ajudassem discretamente em suas finanças, mas a ajuda deles não foi suficiente para cobrir todo o seu fardo. Coolbrith mudou-se para Oakland para montar uma casa maior para sua família extensa. A irmã de Coolbrith, Agnes, morreu no final de 1874, e a sobrinha e o sobrinho órfãos continuaram a viver com Coolbrith. Coolbrith escreveu "Beside the Dead" em luto pela perda de sua irmã. Sua mãe Agnes morreu em 1876. 
Para sustentar a família, no final de 1874, Coolbrith assumiu o cargo de bibliotecária da Oakland Library Association, uma biblioteca por assinatura que havia sido criada cinco anos antes. Em 1878, a biblioteca foi reformada como Oakland Free Library, a segunda biblioteca pública criada na Califórnia sob o Rogers Free Library Act (Eureka foi a primeira). Coolbrith ganhava um salário de US$ 80 por mês, muito menos do que um homem receberia. Ela trabalhava 6 dias por semana, 12 horas por dia, o que a impediu de escrever poesias. Ela publicou esporadicamente pelos próximos 19 anos, portanto, trabalhar como bibliotecária de Oakland foi o ponto baixo de sua carreira poética.

"...Eu te chamei de 'Nobre'. Isso é o que você era para mim - nobre. Esse foi o sentimento que recebi de você. Ah, sim, eu tive, também, o sentimento de tristeza e sofrimento, mas dominando-os, sempre cavalgando acima de tudo, era nobre. Nenhuma mulher me afetou tanto quanto você. Eu era apenas um garotinho. Não sabia absolutamente nada sobre você. No entanto, em todos os anos que se passaram, não conheci nenhuma mulher tão nobre quanto você."
    —Jack London, em uma carta para Coolbrith

Na biblioteca, seu estilo era pessoal: ela discutia com os clientes seus interesses e selecionava livros que considerava apropriados. Em 1886, ela fez amizade e orientou Jack London, de 10 anos, orientando sua leitura. Londres a chamou de sua "mãe literária". Vinte anos depois, London escreveu a Coolbrith para agradecê-la. 
Coolbrith também orientou a jovem Isadora Duncan, que mais tarde descreveu Coolbrith como "uma mulher muito maravilhosa", com "olhos muito bonitos que brilhavam com fogo ardente e paixão". O escritor da revista Samuel Dickson relatou que, em uma soirée em 1927, Coolbrith lhe contou sobre os amantes famosos do passado, e que conhecera e se deslumbrou com Joseph Duncan, pai de Isadora. Coolbrith disse que suas atenções a levaram ao rompimento de seu casamento. A mãe de Isadora Duncan deixou São Francisco e estabeleceu seus quatro filhos em Oakland, sem saber que Coolbrith logo conheceria um de seus filhos e ajudaria a jovem dançarina a desenvolver um conhecimento mais amplo do mundo através da leitura. Duncan escreveu em sua autobiografia que, como sua bibliotecária, Coolbrith sempre estava satisfeita com as suas escolhas de livros, e nunca soube que Coolbrith era "evidentemente a grande paixão da vida [de Joseph Duncan]".
O sobrinho de Coolbrith, Henry Frank Peterson, veio trabalhar com ela na biblioteca e começou a organizar os livros em um esquema de classificação facetada que ela especificou, que usava números de um e dois dígitos para representar assuntos gerais e números de três dígitos. para indicar livros individuais nesse assunto. Antes disso, Coolbrith havia resistido às tentativas do administrador da biblioteca de classificar os livros; ela desejava continuar a atmosfera de sala de leitura que havia estabelecido.
Em 1881, a poesia de Coolbrith foi publicada em forma de livro, intitulada A Perfect Day, and Other Poems. Henry Wadsworth Longfellow, depois que o editor de Coolbrith lhe enviou uma cópia, disse: "Sei que a Califórnia tem pelo menos uma poeta". Dos poemas, ele disse: "Eu os tenho lido com prazer". O poeta de Yale Edward Rowland Sill, professor da Universidade da Califórnia e um crítico arguto da literatura americana, deu a Coolbrith uma carta de apresentação que ele desejava que ela enviasse ao editor Henry Holt. Dizia simplesmente: "Srta. Ina Coolbrith, uma de nossas poucas pessoas realmente literárias na Califórnia, e autora de muitos poemas adoráveis; na verdade, a cantora mais genuína que o Ocidente já produziu". O poeta quaker e ex-abolicionista John Greenleaf Whittier escreveu a Coolbrith de Amesbury, Massachusetts, para compartilhar sua opinião de que seu "pequeno volume" de poesia, "que encontrou tanto favor com todos que o viram neste lado das Montanhas Rochosas", deveria ser republicado na Costa Leste. Ele disse a ela que "não há nenhum verso na encosta do Pacífico que tenha a boa qualidade do seu".
Começando já em 1865 em São Francisco, Coolbrith realizou reuniões literárias em sua casa, hospedando leituras de poesia e discussões tópicas, na tradição dos salões europeus. Ela ajudou escritores como Gelett Burgess e Laura Redden Searing a ganhar mais notoriedade. 

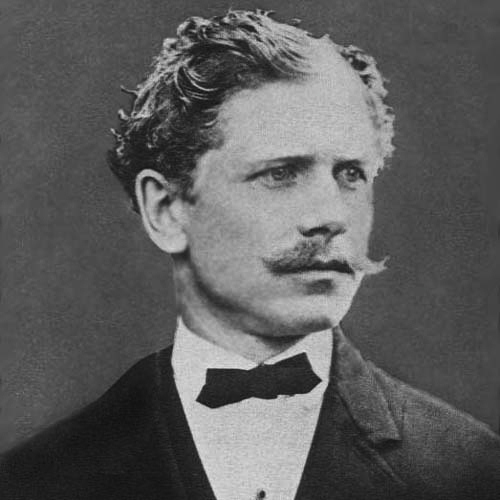
Até que ele a criticasse por escrito, Coolbrith considerava Ambrose Bierce um bom amigo.

Uma vez calorosamente social com ela, na década de 1880, Ambrose Bierce voltou sua pena cáustica para a crítica do trabalho de Coolbrith, e assim a perdeu como amiga. Em 1883, ele escreveu que seu poema finamente elaborado "Nossos Poetas" deveria ter sido feito um canto fúnebre, já que os grandes poetas da Califórnia estavam mortos. Ele escreveu que o periódico para o qual ela trabalhava deveria se chamar Warmed-Overland Monthly porque não trazia nada de novo. Em relação ao seu poema "Unattained", Bierce reclamou "da lúgubre cansativa deste delicado escritor". Em resposta, Coolbrith ficou do lado daqueles que disseram que seu agulhamento incessante levou o escritor local David Lesser Lezinsky ao suicídio. 

 Ele caminha com Deus pelas colinas!

    E vê, a cada manhã, o mundo surgir

    Recém-banhado pela luz do paraíso.

 Ele ouve a risada dela,

    Suas melodias de muitas vozes,

    E a cumprimenta enquanto seu coração se alegra.

 Ela para seu espírito imaculado,

 Responde quando criança;

    Revelada diante de seus olhos ela está,

    E entrega o segredo dela em suas mãos.

—Ina Coolbrith
Coolbrith publicou poemas em The Century em 1883, 1885, 1886 e 1894. Todos os quatro poemas foram incluídos no livro de Coolbrith de 1895, Songs from the Golden Gate — uma reedição de sua coleção anterior de 1881, com cerca de 40 poemas adicionados. Em Nova York, Coolbrith foi reconhecida por um revisor na revista mensal Current Opinion como "uma cantora verdadeira, melodiosa e natural. Seu trabalho é caracterizado por grande delicadeza e refinamento de sentimento, e compreende delicadas canções de amor, versos de profundo sentimento religioso, odes majestosas, escritas para ocasiões especiais e encantadoras descrições."
Em setembro de 1892, Coolbrith recebeu um aviso prévio de três dias para limpar sua mesa e ser substituída como bibliotecária por seu sobrinho, Henry Frank Peterson. Um administrador da biblioteca foi citado dizendo "precisamos de um bibliotecário, não de um poeta". Os amigos literários de Coolbrith ficaram indignados e publicaram um longo artigo de opinião nesse sentido no San Francisco Examiner . Os planos de Peterson para a biblioteca foram bem sucedidos, no entanto; sob sua orientação, a circulação cresceu rapidamente de 3.000 para 13.000. Peterson abriu a biblioteca aos domingos e feriados e aumentou a acessibilidade às estantes - ele foi elogiado pelos curadores por suas "melhorias de gerenciamento".
Em 1893, no Congresso Mundial de Mulheres Representativas, realizado no início da Exposição Mundial Colombiana em Chicago, Coolbrith foi descrita por Ella Sterling Cummins (mais tarde Mighels) como "a mais conhecida das escritoras da Califórnia...". Coolbrith foi contratada para escrever um poema para a Exposição, e em outubro de 1893 ela trouxe consigo para Chicago o poema "Isabella of Spain" para ajudar a dedicar a escultura de Harriet Hosmer Rainha Isabella que estava diante do Pampas Plume Palace dentro do Pavilhão da Califórnia. Dentre as pessoas que ouviam Coolbrith, estavam mulheres conhecidas, como a sufragista Susan B. Anthony e a jornalista Lilian Whiting. Durante a visita de Coolbrith, Charlotte Perkins Stetson, sua amiga da Pacific Coast Woman's Press Association (as duas mulheres serviram como presidente e vice-presidente, respectivamente), escreveu a May Wright Sewall em seu nome; Stetson observou que Coolbrith poderia se beneficiar de apresentações aos melhores escritores de Chicago.
As dificuldades de Coolbrith em Oakland, seguidas de sua viagem a Chicago, perturbaram seus amigos, que não desejavam vê-la se mudar e "tornar-se uma alienígena" para a Califórnia. John Muir tinha há muito o hábito de enviar cartas a Coolbrith, bem como uma ocasional caixa de frutas (como cerejas colhidas das árvores em sua propriedade em Martinez). Ele fez tal oferta no final de 1894, acompanhada de uma sugestão para uma nova carreira que ele achava que a manteria na área: ela poderia ocupar o cargo de bibliotecária de São Francisco, recentemente desocupado por John Vance Cheney. Coolbrith enviou uma resposta a Muir, agradecendo-lhe "o fruto da sua terra e o fruto do seu cérebro".  Depois de assinar a carta "seu velho amigo", ela acrescentou um comentário pós-roteiro: "Não, não posso ficar no lugar do Sr. Cheney. Estou desqualificada pelo sexo."  Naquela época, São Francisco exigia que seu bibliotecário fosse homem.
Em 1894, Coolbrith homenageou a poetisa Celia Thaxter com um poema memorial intitulado "The Singer of the Sea". Thaxter foi para o Atlantic Monthly e Coolbrith foi para o Overland Monthly: sua "poeta" que apresentou versos contendo "cor local".

 "E o amor vai ficar, um dia de verão!"

    Uma onda longa ondulou o fio,

 Ela passou a mão branca através do spray

    E arrancou uma concha da areia;

 E riu: "Ó coração duvidoso, tenha paz!

    Quando a minha fé falhar em ti

 Essa casca afetuosa e lembrada cessará

    Para cantar seu amor, o mar."

Ah, bem! o doce verão passou e se foi,—

    E o amor, por acaso, evita o inverno,—

 E assim os lindos queridos voam

    Juntos em asas leves e descuidadas.

 Eu sorrio: essa pequena linha perolada,

    Concha com veias rosadas que ela me deu,

 Com lábios tolos e fiéis para encontrar

    Ainda canta o seu amor, o mar.

—Ina Coolbrith
Uma segunda coleção de poesias, Songs from the Golden Gate, foi publicada em 1895. Continha "The Mariposa Lily", uma descrição da beleza natural da Califórnia, e "The Captive of the White City", que detalhava os maus tratos cruéis aos nativos americanos no final do século XIX.  Além disso, a coleção incluía "The Sea-Shell" e "Sailed", dois poemas nos quais Coolbrith descrevia o amor de uma mulher com profunda simpatia e imagens físicas incomumente vívidas, de uma maneira que pressagiava a escola imagista posterior de Ezra Pound e Robert Frost. O livro incluía quatro reproduções monocromáticas de pinturas de William Keith que ele havia concebido como representações visuais da poesia. Foi bem recebido em Londres, onde o editor Albert Kinross do The Outlook cobriu as paredes do metrô de Londres com cartazes anunciando "sua grande descoberta".
As conexões entre o círculo de amigos de Coolbrith resultaram em um trabalho de bibliotecária na Mercantile Library Association de São Francisco em 1898, e ela voltou para Russian Hill em São Francisco. Em janeiro de 1899, o artista William Keith e o poeta Charles Keeler obtiveram para ela uma posição de meio período como bibliotecária do Bohemian Club, do qual Keith e Keeler eram membros. Sua primeira tarefa foi editar Songs from Bohemia, um livro de poemas de Daniel O'Connell, cofundador e jornalista do Bohemian Club, após sua morte. Seu salário era de US$ 50 por mês, menos do que ela ganhava em Oakland, mas seus deveres eram leves o suficiente para que ela pudesse dedicar uma proporção maior de seu tempo à escrita, e foi contratada como funcionária temporária de Charles Fletcher, na revista The Land of Sunshine de Lummis. Como projeto pessoal, ela começou a trabalhar em uma história da literatura da Califórnia.

## Terremoto e fogo

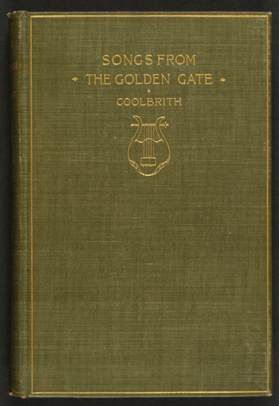
Canções do Golden Gate (1895)

Em fevereiro de 1906, a saúde de Coolbrith mostrava sinais de deterioração, com frequentes períodos de doença na cama devido ao reumatismo e a pressão para continuar seu trabalho no Bohemian Club. Ainda assim, em março do mesmo ano, ela realizou uma longa leitura para a Pacific Coast Woman's Press Association, intitulada "Algumas Mulheres Poetas da América". Como terceira vice-presidente e membro vitalício do clube, Coolbrith discutiu brevemente as primeiras poetisas americanas mais proeminentes, concentrando-se especialmente naquelas que se tornaram conhecidas na segunda metade do século XIX. Durante a leitura, recitou versos de exemplo e avaliou criticamente o trabalho dessas poetisas.
Um mês depois, ocorreu um desastre na forma do incêndio calamitoso que se seguiu ao grande terremoto de São Francisco em abril de 1906. A casa de Coolbrith na 1604 Taylor Street foi completamente consumida pelas chamas. Pouco antes do incêndio, Coolbrith deixou sua casa carregando um de seus gatos de estimação, esperando retornar em breve. Seu pensionista estudante Robert Norman e sua companheira Josephine Zeller conseguiram resgatar apenas outro gato, alguns pequenos pacotes de cartas e o álbum de recortes de Coolbrith. Joaquin Miller tentou ajudá-la a salvar seus objetos de valor do incêndio iminente, mas foi impedido pelos soldados que tinham ordens para usar força mortal contra saqueadores. No incêndio, Coolbrith perdeu 3.000 livros, incluindo primeiras edições assinadas de valor inestimável, obras de arte de Keith e muitas cartas pessoais de figuras famosas como Whittier, Clemens e George Meredith. O mais devastador foi a perda de seu manuscrito quase completo, que era parte autobiografia e parte história da cena literária inicial da Califórnia.
Coolbrith nunca retomou o trabalho de escrever sua história, pois sentia-se incapaz de equilibrar sua verdade autobiográfica reveladora com o escândalo que poderia resultar. Durante sua vida, circulavam rumores sobre relacionamentos amorosos com homens como Harte, Stoddard, Clemens e Miller, o que a fazia hesitar em abordar esse tema em uma autobiografia.
Nos anos seguintes, Coolbrith passou por várias residências temporárias enquanto amigos se mobilizavam para arrecadar fundos e construir uma casa para ela. Mark Twain, antigo associado de Coolbrith, enviou três fotografias autografadas de si mesmo de Nova York, cada uma vendida por US$ 10, e mais 17 fotografias de estúdio foram tiradas posteriormente para aumentar os fundos. Em fevereiro de 1907, o San Jose Women's Club organizou um evento chamado "Ina Coolbrith Day" para promover o interesse em legislar uma pensão estadual para Coolbrith e em um projeto de livro apresentado pelo Spinners' Club. Em junho de 1907, o Spinners' Club publicou um livro intitulado "The Spinners' Book of Fiction", cujos rendimentos seriam doados a Coolbrith. Diversos autores contribuíram com histórias, incluindo Frank Norris, Mary Hallock Foote e Mary Hunter Austin, com um poema introdutório de George Sterling e ilustrações de Maynard Dixon, do Bohemian Club. A iniciativa foi liderada por Gertrude Atherton, uma escritora que via em Coolbrith uma conexão com as raízes literárias da Califórnia. Quando o livro não conseguiu gerar financiamento suficiente, Atherton contribuiu com dinheiro do próprio bolso para iniciar a construção da casa.
Uma nova residência foi construída para Coolbrith na 1067 Broadway em Russian Hill. Instalada lá, ela retomou a tradição de hospedar salões. Em 1910, recebeu um fundo fiduciário de Atherton. Durante os anos de 1910 a 1914, com financiamento de Atherton e apoio discreto de amigos do Bohemian Club, Coolbrith passou períodos alternados entre residências na cidade de Nova York e São Francisco, dedicando-se à escrita de poesia. Nos quatro invernos seguintes, produziu mais poesia do que nos 25 anos anteriores.

"Se eu escrevesse o que sei, o livro seria sensacional demais para ser impresso, mas se eu escrevesse o que acho adequado, seria chato demais para ser lido."
     -Ina Coolbrith, sobre a ausência de uma autobiografia

## Poeta laureado

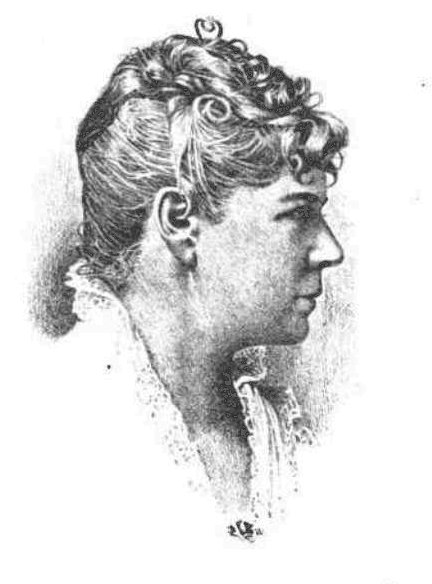
Retrato de Coolbrith de uma publicação de seu poema Califórnia, 1918

Em 1911, Coolbrith assumiu a presidência da Pacific Coast Woman's Press Association, e um parque foi dedicado a ela, na 1715 Taylor Street, a apenas um quarteirão de sua casa antes do terremoto. Por volta de 1913, ela foi nomeada membro honorário do California Writers Club, um grupo que eventualmente se tornou uma organização estadual. Neste mesmo ano, Ella Sterling Mighels fundou a California Literature Society, que se reunia informalmente uma vez por mês na casa de Coolbrith em Russian Hill, com George Hamlin Fitch, colunista de jornal e crítico literário, como presidente. Mighels, considerada a historiadora literária da Califórnia, atribuiu sua vasta gama de conhecimentos a Coolbrith e às reuniões da sociedade.
Em preparação para a Exposição Internacional Panamá-Pacífico de 1915 em São Francisco, Coolbrith foi nomeada Presidente do Congresso de Autores e Jornalistas. Nesta posição, ela enviou mais de 4.000 cartas aos escritores e jornalistas mais conhecidos do mundo. Durante a própria Exposição, em 30 de junho, Coolbrith recebeu elogios do senador James D. Phelan, que citou seu antigo associado Bret Harte, descrevendo-a como "a nota mais doce da literatura da Califórnia". Phelan continuou elogiando sua escrita como sendo de qualidade excepcional, repleta de sentimento e pensamento. O Overland Monthly relatou que lágrimas eram visíveis em todo o público enquanto Coolbrith era coroada com uma coroa de louros por Benjamin Ide Wheeler, presidente da Universidade da Califórnia, que a chamou de "amada, coroada de louros poeta da Califórnia". Após vários discursos em sua homenagem e uma profusão de buquês trazidos ao palco, Coolbrith, vestindo uma túnica preta com uma faixa adornada com uma guirlanda de papoulas laranja da Califórnia, dirigiu-se à multidão, mencionando Josephine Clifford McCracken: "Há uma mulher aqui com quem desejo compartilhar estas honras: Josephine Clifford McCracken. Pois estamos ligadas entre si, os dois últimos membros vivos da equipe de escritores do Overland de Bret Harte." McCracken então foi levada de seu assento na plateia para se juntar a Coolbrith. O Senado do Estado da Califórnia oficializou o status de Coolbrith como Poeta Laureada da Califórnia em 1919, a chamando de "Amada Poeta Laureada da Califórnia", sem, no entanto, fornecer nenhum apoio financeiro.
Alguns meses após a Exposição de São Francisco, na Exposição Panamá-Califórnia realizada em San Diego, as festividades incluíram uma série de Dias dos Autores, com 13 escritores da Califórnia. Em 2 de novembro de 1915, foi o "Dia de Ina Coolbrith": seus poemas foram recitados, uma palestra sobre sua vida foi proferida por George Wharton James, e sua poesia foi musicada e executada ao piano e voz, com composições de James, Humphrey John Stewart e Amy Beach.
Em 1916, Coolbrith enviou cópias de suas coleções de poesia para seu primo Joseph F. Smith, que divulgou seu envio para ele e sua identidade como sobrinha de Joseph Smith, o que a aborreceu. Ela disse a ele que "Ser crucificado por uma fé na qual você acredita é ser abençoado. Ser crucificado por alguém em que você não acredita é ser crucificado de fato." Ela assegurou-lhe que não estava zangada, mas certamente não estava satisfeita.
Coolbrith continuou a escrever e a trabalhar para se sustentar. De 1909 até a publicação final em 1917, ela coletou e editou meticulosamente um livro de poesia de Stoddard, escrevendo um prefácio e juntando seu pequeno poema memorial "At Anchor" aos versos enviados pelos amigos de Stoddard, Joaquin Miller, George Sterling e Thomas Walsh. Aos 80 anos, McCracken escreveu a Coolbrith para expressar sua frustração por ambas ainda precisarem trabalhar para viver, dizendo: "O mundo não nos tratou bem, Ina; a Califórnia foi ingrata conosco. De todas as centenas de milhares que o estado paga em pensões de um tipo e de outro, você não acha que deveria estar à frente dos aposentados, e eu em algum lugar abaixo?".

## Morte e legado
Em maio de 1923, o amigo de Coolbrith, Edwin Markham, a encontrou no Hotel Latham em Nova York, onde ela estava "muito velha, doente e sem dinheiro". Ele solicitou a ajuda de Lotta Crabtree para reunir apoio para ela. Devido à sua artrite, Coolbrith estava limitada fisicamente e foi trazida de volta para a Califórnia, onde se estabeleceu em Berkeley para ser cuidada por sua sobrinha. Em 1924, o Mills College concedeu-lhe um título honorário de Mestre em Artes. No ano seguinte, em 1925, Coolbrith publicou "Retrospect: In Los Angeles". Em abril de 1926, recebeu a visita de seu velho amigo, o patrono da arte Albert M. Bender, que trouxe o jovem Ansel Adams para conhecê-la. Adams fotografou Coolbrith sentada ao lado de um de seus gatos persas brancos, usando uma grande mantilha branca na cabeça.

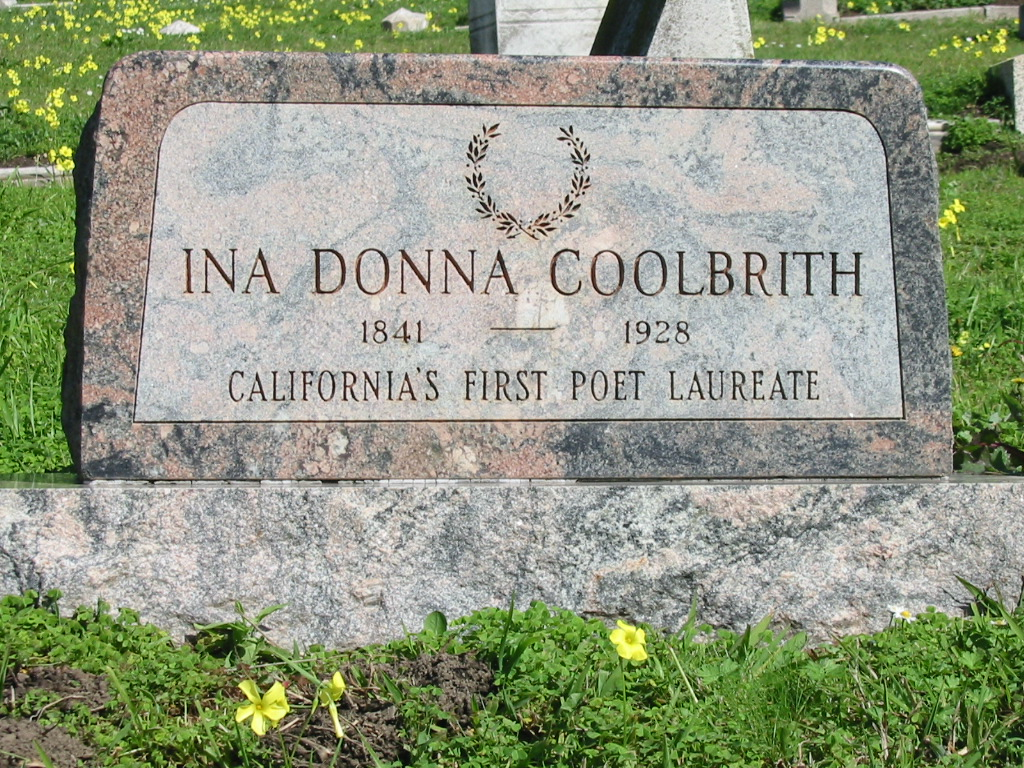
O Ina Coolbrith Circle colocou esta lápide gravada com coroa de louros em 1986.

Coolbrith faleceu no dia bissexto, 29 de fevereiro de 1928, e foi enterrada no cemitério de Mountain View em Oakland. Seu túmulo não foi marcado até 1986, quando uma sociedade literária conhecida como The Ina Coolbrith Circle colocou uma lápide (localizado no lote 11 em37° 50′ 00″ N, 122° 14′ 20″ O). Seu nome também é homenageado pelo Monte Ina Coolbrith, um pico de 7.900 ft (2.400 m) perto de Beckwourth Pass nas montanhas de Sierra Nevada, próximo à State Route 70. Perto de sua antiga residência em Russian Hill, o Ina Coolbrith Park, anteriormente estabelecido como uma série de terraços subindo uma colina íngreme, recebeu uma placa memorial em 1947, colocada pelos salões de San Francisco das Filhas Nativas do Oeste Dourado. O parque é conhecido por seu ambiente tranquilo e por oferecer vistas espetaculares da baía.
Wings of Sunset, um livro de poesia póstumo de Coolbrith, foi publicado no ano seguinte à sua morte. Charles Joseph MacConaghy Phillips editou a coleção e escreveu um breve memorial sobre a vida de Coolbrith. Em 1933, a Universidade da Califórnia estabeleceu o Prêmio Ina Coolbrith Memorial Poetry Prize, concedido anualmente aos autores dos melhores poemas inéditos escritos por estudantes de graduação matriculados na University of the Pacific, Mills College, Stanford University, Santa Clara University, Saint Mary's College da Califórnia e qualquer um dos campi da Universidade da Califórnia.

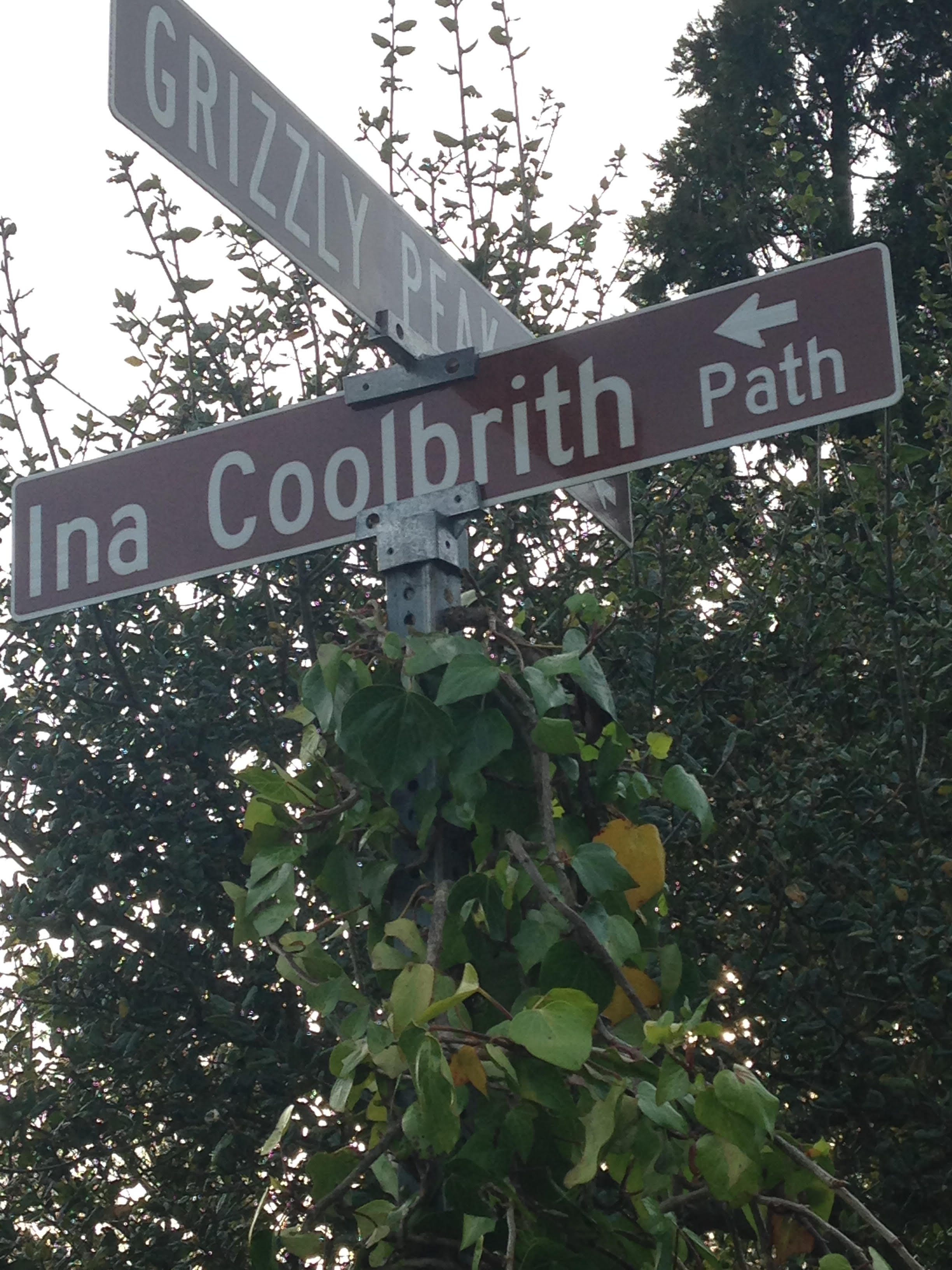
Caminho de Ina Coolbrith

O California Writers Club (CWC) ocasionalmente seleciona um membro, distinguido por "serviço exemplar", para receber o Prêmio Ina Coolbrith. Em 2009, o prêmio foi entregue a Joyce Krieg, editora do Boletim CWC. Em 2011, Kelly Harrison recebeu o prêmio pelo trabalho na antologia West Winds Centennial. Em seu romance de 1997 "Separations", o autor Oakley Hall definiu Coolbrith e outros membros de seu círculo literário de 1870 como personagens principais da história. Hall apoiava o legado de Coolbrith, ajudando a desenvolver novos escritores da Califórnia por meio do fórum Squaw Valley Writer's Conference.
Em 2001, uma escultura de US$ 63.000 de Scott Donahue foi colocada no centro do Frank Ogawa Plaza de Oakland, adjacente à Prefeitura de Oakland. A estátua, intitulada "Sigame/Follow Me", gerou protestos devido a preocupações com o processo de aquisição de arte pública da cidade e opiniões divergentes sobre sua estética. No final de 2004, a escultura foi removida para um local remoto chamado Union Point Park no estuário de Oakland, que foi aberto ao público em 2005.

Em 2016, um caminho nas colinas de Berkeley foi renomeado em homenagem a Coolbrith. Inicialmente, os atalhos nas colinas de Berkeley haviam recebido nomes de escritores como Bret Harte, Charles Warren Stoddard, Mark Twain e outros do círculo literário de Coolbrith, sem incluir mulheres. Através dos esforços da cidade de Berkeley, da Berkeley Historical Society, do Berkeley Historical Plaque Project e da Berkeley Path Wanderers Association, um atalho que conecta Grizzly Peak Boulevard e Miller Avenue foi renomeado de Bret Harte Lane para Caminho de Ina Coolbrith (Bret Harte ainda tem três atalhos nomeados em sua homenagem na área). Na base do atalho, a Berkeley Historical Society instalou uma placa em homenagem a Coolbrith.
“Estou grata por a cidade de Berkeley ter reconhecido que os seus líderes foram negligentes, anos atrás, quando nomearam estes atalhos apenas para literatos. Eles não conseguiram reconhecer que mulheres como Ina Coolbrith desempenharam um papel importante no início da história literária da Califórnia e do Ocidente”
Aleta George, autora de Ina Coolbrith: The Bittersweet Song of California's First Poet Laureate

## Poemas selecionados
- "A dor da mãe.", 1866
- "Quando a grama me cobrir"
- Califórnia, 1871, 1918
- "Com uma coroa de louros", 1881
- "Isabella da Espanha", 1893
- "Copa De Oro (Califórnia Poppy)", 1907
- "São Francisco, abril de 1906", 1914